# Cybister rugosus
Cybister rugosus es una especie de escarabajo del género Cybister, familia Dytiscidae. Fue descrita científicamente por W. S. MacLeay en 1825.

## Distribución geográfica
Habita en Asia del Sur.